# Pinetree Line

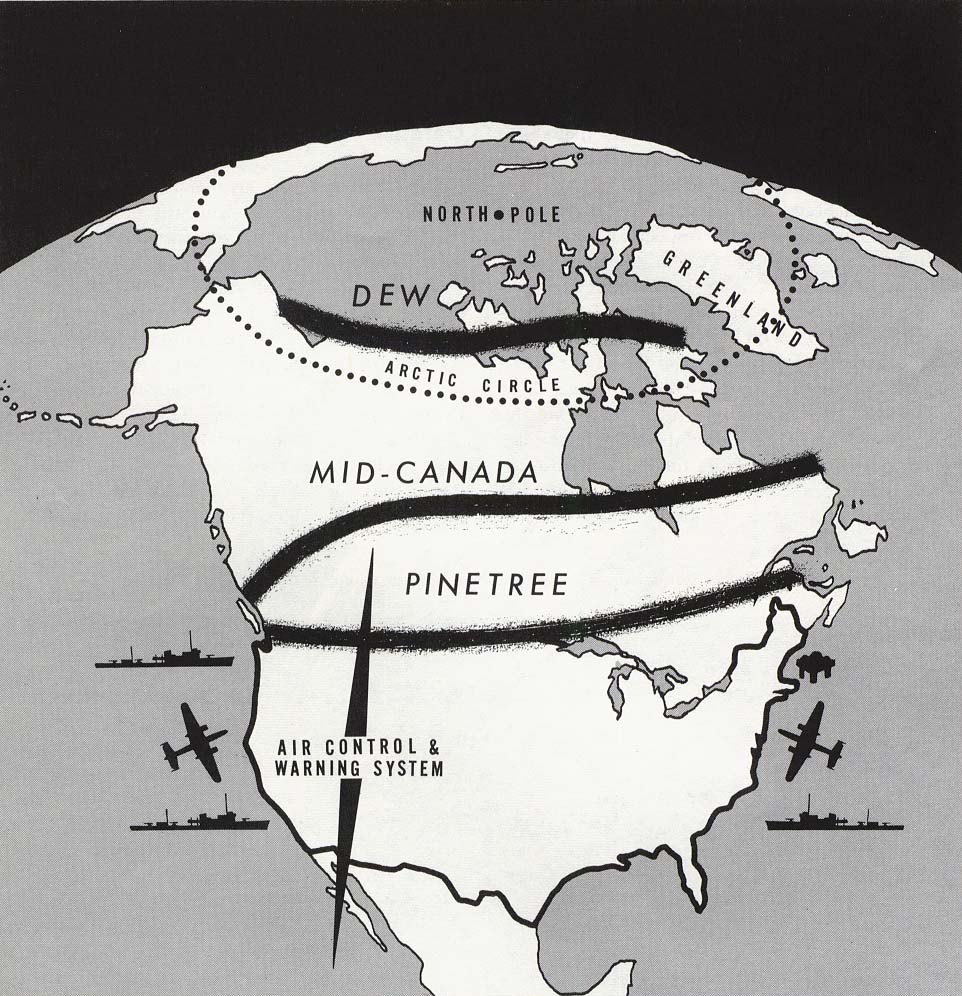
Una carta approssimativa che mostra le tre linee radar che componevano il sistema di rilevamento radar costruito da Stati Uniti e Canda

La Pinetree Line era una linea immaginaria creata da una serie di stazioni radar distribuite al confine tra Stati Uniti e Canada che andava dalla costa atlantica a quella del pacifico. Gestita prevalentemente dal NORAD la Pinetree Line fu la prima linea radar costruita per localizzare un eventuale attacco sovietico. Ciò nonostante l'intera Pinetree Line fu utilizzata solamente per un periodo brevissimo. La tecnologia delle apparecchiature radar nei primi anni cinquanta subì molte innovazioni radicali, tanto da rendere le apparecchiature radar impiegate obsolete nel giro di pochi anni.

## Storia
Concepita nel periodo postbellico a partire dal 1946 la Pinetree Line sarebbe dovuta divenire una installazione difensiva permanente capace di localizzare bombardieri sovietici a centinaia di miglia di distanza. A causa degli elevatissimi costi di mantenimento di tale struttura ci si limitò a proteggere in modo adeguato con una copertura sufficiente di installazioni radar solamente le aree nelle quali si trovavano le maggiori aree metropolitane del Canada e degli Stati Uniti. In Ontario ed in Québec fu quindi situato il maggiore numero di stazioni radar. 
Con lo sgancio della prima bomba nucleare da parte dell'Unione Sovietica nel 1949 il Congresso degli Stati Uniti decise di stanziare ulteriori 161 milioni di dollari per estendere la già esistente linea radar anche a quelle zone dove risultava attualmente insufficiente. Il programma di costruzione fu gestito in cooperazione con la RCAF. Oltre alla costruzione di nuove stazioni radar si decise di acquisire anche sei stazioni radar mobili capaci di rilevare bombardieri a bassa quota. Complessivamente erano previste 33 stazioni radar fisse e sei stazioni radar mobili da utilizzare come gap filler situate prevalentemente tra il 53 ed il 50 parallelo.
Una seconda linea di radar situata più a sud della prima e composta da 22 stazioni completava il sistema di rilevamento. Inizialmente gestita prevalentemente da parte del USAF  fu successivamente data in gestione al personale della RCAF che aggiunse nel corso degli anni ulteriori dieci stazioni radar fisse.
Nonostante la Pinetree Line fosse dotata di sistema radar all'avanguardia al momento della sua costruzione il sistema radar utilizzato non era privo di problemi. Come prima cosa i radar utilizzati funzionavano ad impulsi che causavano dei falsi allarmi per via dei segnali di cluttering causati dal riverbero delle onde radar sulla superficie. Inoltre dal momento che la maggior parte delle stazioni radar fu costruita a poche decine di miglia dai centri abitati la Pinetree Line poteva dare solo un preavviso molto breve in caso di attacco. Pertanto a partire dal 1951 furono avviati studi per la costruzione della Mid-Canada Line dotata di radar doppler di dimensioni inferiori e con un raggio molto maggiore successivamente sostituita dalla più nota DEW Line.
Molte delle stazioni radar della Pinetree Line rimasero operative fino ad oltre alla metà degli anni ottanta dopo essere state sottoposte a numerose modifiche di aggiornamento nonostante i fondi stanziati per il mantenimento di questo sistema furono progressivamente ridotti a partire dagli anni cinquanta e quando ormai la Pinetree Line era stata sostituita dalla più moderna DEW Line.